# Franciszek Słomkowski

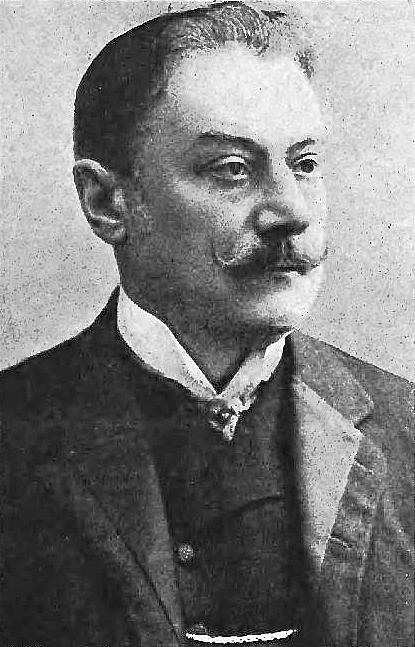
Franciszek Słomkowski

Franciszek Słomkowski (* 1849 in Galizien; † 14. Dezember 1924 in Lemberg) war ein polnischer Geiger, Dirigent, Musikpädagoge und Komponist.
Słomkowski studierte zunächst am Galizischen Konservatorium bei Karol Mikuli und setzte seine Ausbildung in Leipzig und Wien fort. 1870 kehrte er nach Lemberg zurück und wurde Geiger, später Konzertmeister und Zweiter Dirigent am Skarbek-Theater. Außerdem unterrichtete er am Konservatorium Harmonielehre und Kontrapunkt und leitete die unteren Klavierklassen. Seit Anfang der 1870er Jahre bereitete er am Theater die Premieren von mehreren Dutzend Operetten vor und begleitete ab 1892 das Lemberger Theater bei mehreren Gastspielen nach Krakau und Warschau. Ab 1903 trat er verstärkt als Operndirigent auf und führte auch Regie u. a. bei der Aufführung von Zygmunt Noskowskis Livia Quintilla (1898) und Mieczysław Sołtys’ Rzeczpospolita Babinska (1905).
Als Komponist wurde Słomkowski vor allem mit Schauspielmusiken (u. a. zu Edmond Rostands Cyrano de Bergerac, Goethes Faust und Gerhart Hauptmanns Die versunkene Glocke) bekannt. Außerdem komponierte er Wieńca melodii polskich für Orchester und Pieśni lirnika (nach Texten von Adolf Kitchmann) für Bariton und Orchester.